# Cyclopsittini
Cyclopsittini — триба папуг підродини лорійних (Lorini) родини Psittaculidae. Включає 5 видів у двох родах. Поширені в Австралії та Новій Гвінеї.

## Опис
Папуги мають переважно зелене оперення. Пір'я хвоста у них коротке. Ці птахи мають кремезний вигляд. Кожен вид має характерний візерунок з кольорового пір'я на голові.

## Класифікація
- Рід новогвінейський папужка (Cyclopsitta)
  - Папужка чорнощокий (Cyclopsitta gulielmitertii)
  - Папужка червонощокий (Cyclopsitta diophthalma)
- Рід новогвінейський папуга (Psittaculirostris)
  - Папуга клинохвостий (Psittaculirostris desmarestii)
  - Папуга червоногорлий (Psittaculirostris edwardsii)
  - Папуга гильвінський (Psittaculirostris salvadorii)